# Promeles
Promeles — вимерлий рід хижих, що знайдений у таких країнах: Китай, Греція (5 колекцій). Рід містить такі види: Promeles palaeattica.